# Lise-Marie Morerod
Lise-Marie Morerod (ur. 16 kwietnia 1956 w Ormont-Dessus) – szwajcarska narciarka alpejska, brązowa medalistka mistrzostw świata.

## Kariera
W zawodach Pucharu Świata zadebiutowała 3 grudnia 1971 roku w Sankt Moritz, gdzie zajęła 48. miejsce w zjeździe. Pierwsze punkty wywalczyła 6 stycznia 1974 roku w Pfronten, zajmując drugie miejsce w gigancie. Tym samym nie tylko zdobyła punkty, ale od razu stanęła na podium zawodów pucharowych. Rozdzieliła tam Kanadyjkę Kathy Kreiner i Francuzkę Fabienne Serrat. Łącznie 41 razy plasowała się w czołowej trójce, odnosząc przy tym 24 zwycięstwa: 10 w slalomie i 14 w gigancie. Najlepsze wyniki osiągnęła w sezonie 1976/1977, kiedy zwyciężyła w klasyfikacji generalnej i klasyfikacjach giganta i slalomu. W sezonie 1975/1976 była druga, zajmując też drugie miejsce w klasyfikacji slalomu i zwyciężając w gigancie. Ponadto w sezonie 1977/1978 zajęła trzecie miejsce w klasyfikacji generalnej i zdobyła Małą Kryształową Kulę w gigancie, a w sezonie 1974/1975 triumfowała w klasyfikacji slalomu.
Podczas mistrzostw świata w Sankt Moritz w 1974 roku wywalczyła brązowy medal w slalomie. Wyprzedziły ją tylko Hanni Wenzel z Liechtensteinu i Francuzka Michèle Jacot. Na rozgrywanych dwa lata później igrzyskach olimpijskich w Innsbrucku jej najlepszym wynikiem było czwarte miejsce w gigancie. Walkę o podium przegrała tam z Francuzką Danièle Debernard o 0,45 sekundy. Wystąpiła także na mistrzostwach świata w Garmisch-Partenkirchen w 1978 roku, zdobywając srebrny medal w gigancie. W zawodach tych uplasowała się między Marią Epple z RFN i Austriaczką Annemarie Moser-Pröll.
W 1980 roku zakończyła karierę.

## Osiągnięcia

### Igrzyska olimpijskie
| Miejsce | Dzień     | Rok  | Miejscowość | Konkurencja | Czas biegu | Strata | Zwyciężczyni     |
| ------- | --------- | ---- | ----------- | ----------- | ---------- | ------ | ---------------- |
| DNF1    | 11 lutego | 1976 | Innsbruck   | Slalom      | 1:30,54    | -      | Rosi Mittermaier |
| 4.      | 13 lutego | 1976 | Innsbruck   | Gigant      | 1:29,13    | +1,27  | Kathy Kreiner    |

### Mistrzostwa świata
| Miejsce | Dzień     | Rok  | Miejscowość            | Konkurencja | Czas biegu | Strata | Zwyciężczyni     |
| ------- | --------- | ---- | ---------------------- | ----------- | ---------- | ------ | ---------------- |
| DNF     | 3 lutego  | 1974 | Sankt Moritz           | Gigant      | 1:43,18    | -      | Fabienne Serrat  |
| 3.      | 8 lutego  | 1974 | Sankt Moritz           | Slalom      | 1:34,63    | +0,66  | Hanni Wenzel     |
| DNF1    | 11 lutego | 1976 | Innsbruck              | Slalom      | 1:30,54    | -      | Rosi Mittermaier |
| 4.      | 13 lutego | 1976 | Innsbruck              | Gigant      | 1:29,13    | +1,27  | Kathy Kreiner    |
| 7.      | 3 lutego  | 1978 | Garmisch-Partenkirchen | Slalom      | 1:24,85    | +1,74  | Lea Sölkner      |
| 2.      | 4 lutego  | 1978 | Garmisch-Partenkirchen | Gigant      | 2:41,15    | +0,05  | Maria Epple      |

### Puchar Świata

#### Miejsca w klasyfikacji generalnej
- sezon 1972/1973: 33.
- sezon 1973/1974: 8.
- sezon 1974/1975: 7.
- sezon 1975/1976: 2.
- sezon 1976/1977: 1.
- sezon 1977/1978: 3.
- sezon 1979/1980: 59.

#### Zwycięstwa w zawodach
1. Garmisch-Partenkirchen – 4 stycznia 1975 (slalom)
2. Saint-Gervais – 29 stycznia 1975 (slalom)
3. Sun Valley – 13 marca 1975 (gigant)
4. Val Gardena – 20 marca 1975 (slalom)
5. Val d’Isère – 4 grudnia 1975 (gigant)
6. Aprica – 11 grudnia 1975 (slalom)
7. Les Diablerets – 12 stycznia 1976 (slalom)
8. Les Gets – 15 stycznia 1976 (gigant)
9. Kranjska Gora – 25 stycznia 1976 (gigant)
10. Kranjska Gora – 26 stycznia 1976 (slalom)
11. Aspen – 13 marca 1976 (gigant)
12. Val d’Isère – 9 grudnia 1976 (gigant)
13. Cortina d’Ampezzo – 16 grudnia 1976 (slalom)
14. Oberstaufen – 3 stycznia 1977 (slalom)
15. Schruns – 19 stycznia 1977 (slalom)
16. Arosa – 20 stycznia 1977 (gigant)
17. Maribor – 2 lutego 1977 (gigant)
18. Sun Valley – 6 marca 1977 (gigant)
19. Sierra Nevada – 24 marca 1977 (gigant)
20. Val d’Isère – 8 grudnia 1977 (gigant)
21. Les Mosses – 9 stycznia 1978 (gigant)
22. Bad Gastein – 19 stycznia 1978 (slalom)
23. Megève – 9 lutego 1978 (gigant)
24. Waterville Valley – 7 marca 1978 (gigant)

- 24 zwycięstwa (14 gigantów i 10 slalomów)

#### Miejsca na podium w zawodach
1. Pfronten – 6 stycznia 1974 (gigant) – 2. miejsce
2. Bad Gastein – 25 stycznia 1974 (gigant) – 2. miejsce
3. Wysokie Tatry – 7 marca 1974 (gigant) – 3. miejsce
4. Sarajewo – 19 stycznia 1975 (gigant) – 2. miejsce
5. Naeba – 21 lutego 1975 (slalom) – 2. miejsce
6. Berchtesgaden – 18 stycznia 1976 (gigant) – 2. miejsce
7. Copper Mountain – 6 marca 1976 (slalom) – 3. miejsce
8. Cortina d’Ampezzo – 16 grudnia 1976 (kombinacja) – 2. miejsce
9. Schruns – 19 stycznia 1977 (kombinacja) – 2. miejsce
10. Crans-Montana – 26 stycznia 1977 (slalom) – 2. miejsce
11. Megève – 29 stycznia 1977 (gigant) – 2. miejsce
12. Furano – 27 lutego 1977 (gigant) – 2. miejsce
13. Madonna di Campiglio – 15 grudnia 1977 (gigant) – 3. miejsce
14. Berchtesgaden – 24 stycznia 1978 (slalom) – 2. miejsce
15. Berchtesgaden – 25 stycznia 1978 (slalom) – 3. miejsce
16. Stratton Mountain – 2 marca 1978 (gigant) – 3. miejsce
17. Arosa – 17 marca 1978 (gigant) – 3. miejsce